# کامل المر
کامل المر (عربی: كامل فلاته المر؛ زادهٔ ۳۱ مارس ۱۹۸۳) بازیکن فوتبال اهل عربستان سعودی است.
از باشگاه‌هایی که در آن بازی کرده‌است می‌توان به باشگاه فوتبال الوحده عربستان سعودی، باشگاه فوتبال التعاون عربستان سعودی، باشگاه فوتبال الاهلی عربستان سعودی، و باشگاه فوتبال النصر عربستان سعودی اشاره کرد.
وی همچنین در تیم ملی فوتبال عربستان سعودی بازی کرده‌است.